# Melancoly Baby
Pour plus de détails, voir Fiche technique et Distribution.
Melancoly Baby est un film helvéto-belgo-français réalisé par Clarisse Gabus, sorti en 1979.

## Synopsis
Olga, une jeune femme étouffée par son mari, s'efforce de conquérir son indépendance.

## Fiche technique
- Titre : Melancoly Baby
- Réalisation : Clarisse Gabus, assisté de Roch Stéphanik
- Scénario : Clarisse Gabus, Daniel Jouanisson, André Puig
- Production :  Dimage, Luna Films, Ciné Vog Films
- Photographie : Charles Van Damme
- Musique : Serge Gainsbourg
- Montage : Luciano Berini, Catherine Brasier-Snopko, Geneviève Letellier
- Pays d'origine :  France,  Belgique,  Suisse
- Durée : 99 minutes[1]
- Date de sortie : 29 août 1979 (France)
- Affiche : Jouineau Bourduge (France)

## Distribution
- Jane Birkin : Olga
- Jean-Louis Trintignant : Pierre
- Jean-Luc Bideau : Claude
- François Beukelaers : Laurent
- Florence Giorgetti : Claire, l'amie d'Olga
- Tom Gres : Antoine